# ليلي براون (كاتبة)
ليلي براون (بالإنجليزية: Lily Brown)‏ هي كاتِبة وشاعرة أمريكية، ولدت في 20 مارس 1981.